# Mathias Boe
Mathias Boe, född den 11 juli 1980 i Frederikssund, Danmark, är en dansk före detta badmintonspelare.
Vid badmintonturneringen i dubbel under OS 2012 i London deltog han för Danmark tillsammans med Carsten Mogensen och tog silver. De två tävlade även i herrdubbelturneringen i OS 2016 men gick inte vidare från gruppspelet.
Efter OS 2024 lade Boe racketen i ugnen. 